# 博考
博考（德語：Bockau）是德国萨克森州的市镇，隶属于厄尔士山县。总面积为19.15平方千米，截至2023年12月31日总人口为2,180人。